# Alice Goodman
Alice Goodman (St. Paul, Minnesota, 1958) es una poetisa estadounidense. 
Se graduó en la Breck School. Estudió en la Universidad de Harvard y la de Cambridge donde estudió literatura inglesa y estadounidense. Recibió su grado Master of Divinity de la Escuela Universitaria de Teología de Boston. La criaron como una judía reformada, y actualmente es una sacerdotisa anglicana ordenada que trabaja en Inglaterra.
Se casó con el poeta británico Geoffrey Hill en 1987. La pareja tiene una hija. En 2006, Alice Goodman asumió el puesto de capellana en el Trinity College (Cambridge).
Ha escrito libretos de dos de las óperas de John Adams, Nixon en China y La muerte de Klinghoffer. Goodman volvió a escribir con John Adams en la ópera Doctor Atomic, sin embargo, se retiró del proyecto un año después.